# 邪惡與瘋狂
《邪惡與瘋狂》，為韓國tvN於2021年12月17日起播出的金土連續劇，由《驚奇的傳聞》劉先東導演與金新春編劇合作打造。此劇講述一位具有多重人格的刑警（李棟旭飾演），某一天身體裡的另一個人格（魏化儁飾演）甦醒後，解決各種案件所發生的故事。
美国、加拿大、香港、台湾、马来西亚、新加坡、缅甸、泰国、柬埔寨、菲律宾及印尼由iQIYI國際版於2021年12月17日起每週五六晚間九點五十分與韓國同步獨家播出。中國大陸由愛奇藝於2022年5月25日上線播出。

## 演員陣容

### 主要人物
| 演員                    | 角色              | 介紹 |
| 李棟旭 （少年：南道潤） | 柳秀悅 （印在熙） | 文陽警察廳反貪污調查科二組組長、警監 一心只想出人頭地的結果主義者刑警，他不是警大畢業，而是高中畢業+警察幹部考試出身。作為少數僅有高中文憑的人才之一，他的晉升速度非常快，雖然沒有學緣、地緣，但有出衆的眼力建立關係。爲了升職，他做好了閉緊雙眼的準備，直到該死的那安全帽瘋子「K」出現⋯⋯ 印在熙從小被父親家暴，鄭允浩殺死其父親後試圖透過情感操控改變其記憶，但第二人格K出現解救了他。後被徐承淑領養改名柳秀悅。 |
| 魏化儁                  | K                 | 充滿正義感的不明男子 柳秀悅的第二人格，帶著瘋狂正義感的安全帽男：「混蛋，你還不知道？從現在開始，看著我，我是誰！」在這個腐朽的世界裡爲了正義而存在，第一個正義實現的對象就是腐爛到極致的柳秀悅！柳秀悅爲什麼犯那麼大的錯誤？不是連環殺人魔，也不是犯罪組織頭目，但犯罪者之上是腐敗警察，腐敗警察之上是腐敗監察。比起打人的孩子，不勸人的孩子更可惡，監察腐爛的話，警察就會腐爛，犯罪也會沸騰。因此，根據自己的邏輯思考，世界上最骯髒的傢伙就是柳秀悅。但開始看到憤怒的柳秀悅後，進一步成長的K，再次將那大拳頭砸向這腐敗的世界！ |
| 韓智恩                  | 李熙謙            | 毒品犯罪調查科一組、警衛 比起溝通更注重拳頭的熱血警衛，外貌漂亮的富家女，學習成績非常優秀，用國家代表級水準的柔道把孤立她的人全部扔在了地上。但她的選擇不是金牌，而是警察的徽章，她無法忘記教訓壞孩子時的喜悅。因為把父親的錢投入了毒品犯罪調查組，卻被捲入了不利境地⋯⋯ |
| 車學沇                  | 吳景泰            | 所陽派出所巡警 是位會讓大家反問「怎麼可能有這麼善良的人」的正義憨厚巡警，對他來說，所謂「警察」的存在就像是遇到任何事情都勇往直前跑去解決的超人一樣，因此他覺得這是自己的夢想與憧憬。為了正義而拼命，而不是在腐敗的權力中乞求生命，看到吳景泰的樣子讓柳秀悅感到羞恥。如果說K是蠻橫的風，那麼用溫暖的陽光改變柳秀悅的人，就是吳景泰。 |

### 柳秀悅周邊人物
| 演員                    | 角色              | 介紹 |
| 姜愛心                  | 徐承淑            | 柳秀悅的養母 在二十多年前，她勒緊褲頭獨自撫養兒子柳棟悅，柳棟悅卻突然在路邊帶了年幼的柳秀悅回家。不知從哪裡逃跑出來的柳秀悅一看到她就暈倒了，起床後更什麼都不記得。她偶爾會對柳秀悅感到虧欠，認為聰敏的柳秀悅或許能在更好的環境中成長，因此對柳秀悅較為嚴厲，希望他能出人頭地。        |
| 金大坤 （少年：朴善厚） | 柳棟悅            | 柳秀悅的養兄、「悅悅披薩」店主 二十多年前在路邊遇到年幼的柳秀悅並帶他回家，經常向柳秀悅灌輸自己是其恩人。到了40歲也沒有工作，幸好獲得柳秀悅的投資，「悅悅披薩」現正經營中。 |
| 鄭星一 （少年：鄭允錫） | 申朱赫 （鄭允浩） | 夢想青少年保護所所長兼心理諮詢師 因為自己也是在不幸的環境中長大，所以一直盡全力照顧因虐待、放任等原因無家可歸的青少年。最近與文陽警察廳簽訂協議，開始為心理創傷的警察們擔任心理諮詢。 本名鄭允浩，本劇幕後大Boss，少年時殺死柳秀悅的父親。長大後成為醫生，透過情感操控誘導青少年殺人。 |
| 任基鴻                  | 都有坤            | 文陽地區國會議員 從出身於首爾大學法學院首席畢業的少年檢察官，一直以來都是走着精英路線，最近更成功連任國會議員。因爲沒有經歷過失敗的人生，所以不知道妥協。 殺死鄭玧娥的兇手，與毒品組織有往來。                                                                                         |
| 崔光濟                  | 廉根輸            | 前精神科專家 曾經是紅極一時的精神科專家，但在製藥公司吃盡苦頭，曾被梁在善警衛逮捕後現成為某後巷「心靈修理工」的心理治療師。 |
| 朴世俊                  | 南恩碩            | 首席檢察官出身的律師 擁有會計師資格證的精英，在頗有名氣的巫師母親的支持下，不久前成功開設律師事務所。誤以爲柳秀悅是充滿正義感的警察而陷入其魅力之中，因此總是支持著柳秀悅。 |

### 文陽警察廳
| 演員   | 角色   | 介紹 |
| 成智婁 | 郭奉必 | 反貪污調查科股長 他是提拔在警界沒有人脈的柳秀悅的恩人，但同時是利用柳秀悅進行各種腐敗監察調查的狐狸。雖然辦事比誰都利落，但其實隨時都可以被裁走。在他眼中柳秀悅是最適合處理髒活的人，因此作為廳長直屬下屬，他總是要求柳秀悅清除阻礙廳長的一切。但是面對最近開始失控的柳秀悅，他深信柳秀悅有他的原因，所以決定跟着柳秀悅的感覺走⋯⋯                                                                    |
| 車始元 | 梁在善 | 反貪污調查科二組、警衛 柳秀悅唯一信任和依靠的搭檔，是個每天也不忘鍛練肌肉的運動狂，曾經夢想成爲文陽的英雄、緝捕所有壞人的刑警。雖然接受柳秀悅的提議後加入反貪污調查科，但是辦事總是要看上級的眼色。應該調查的傢伙卻放過，只調查上級想要清除的人，使梁在善面對家裡的孩子都覺得不好意思。但是柳秀悅最近就像瘋子一樣搖擺不定，他不知道是否繼續跟隨柳秀悅⋯⋯                                              |
| 李和龍 | 金計植 | 毒品犯罪調查科一組組長 在政治鬥爭激烈的警察組織中，他默默地守住了自己的位置。和柳秀悅一樣既沒有人脈，亦不是警察大學出身的精英。只是瘋狂地追捕犯人，僅憑業績就晉升爲毒品犯罪調查科組長。但由於調查方式不看眼色，他的憨直對上級來說只是眼中釘。雖然在追捕與都有坤有關聯的販毒組織時經歷搭檔卓旻水在眼前被殺害的痛苦，但是反而受到柳秀悅的調查，甚至被停職。 實際上是販賣毒品的黑警，殺死卓旻水的兇手。 |
| 申柱煥 | 許宗具 | 毒品犯罪調查科一組、警查。 |
| 趙東仁 | 鄭贊企 | 毒品犯罪調查科一組、警查。 |
| 李尚洪 | 都仁範 | 重案組刑警 世界上有兩類人：有力量的人和沒有力量的人，可惜的是他是後者。為了得到自己無法擁有的力量，他正在收拾都有坤的殘局⋯⋯ |
| 李承憲 | 金京俊 | 毒品犯罪調查科一組、警查。 |
| 李周炫 | 卓旻水 | 毒品犯罪調查科一組、警衛。在追捕與都有坤有關聯的毒品組織時身亡。 |

### 毒品組織
| 演員   | 角色       | 介紹 |
| 金赫拉 | 龍社長     | 毒品組織首領 雖然沒有好好吃飯，也沒有用功學習，但是對生存還是有自信的。儘管才二十多歲，但因曾冒着生命危險來到韓國，感覺像是過着第二人生。她毫無顧忌的行動和傑出的口才讓所有人都信服。雖然表面上經營着一家小型糖果工廠，但實際上是在文陽販賣俄羅斯產毒品的毒品組織首領。 結局殺了鄭允浩為安德烈報仇。 |
| 元賢俊 | 安德烈・康 | 龍社長的手下 沒有感情及沒有表情的臉是其特徵，給人陰森感覺的男人。與龍社長有着悠久的淵源，實戰武術精湛，為了龍社長任何事都能做到。 在調查白榮珠的毒品來源時被鄭允浩殺死。 |

### 其他人物
| 演員   | 角色   | 介紹 |
| 李瑞安 | 鄭玧娥 | 曾經沉迷毒品，更生後成為卓旻水的情報員。                                                                                             |
| 金時荷 | 鄭仁善 | 鄭玧娥的女兒，在媽媽失蹤後到處貼尋人啟事。                                                                                           |
| 金圭白 | 鄭成圭 | 鄭玧娥的弟弟。在姊姊失蹤後多次向柳秀悅提及姊姊的保險金，因此被柳秀悅誤會其貪財，實情是曾答應姊姊如她出事會領取保險金照顧侄女鄭仁善。 |
| 任成宰 | 馬社長 | 犯罪組織首領，協助都有坤處理各種骯髒事。                                                                                             |
| 朴智弘 | 蘇贊   | 馬社長的手下。雖然是外國人，但韓語水平卻很高。                                                                                       |
| 李慶旭 | 沈相護 | 卓旻水的情報員，有兩次毒品前科。 |
| 金賢睦 | 孔鎮宇 | 事件目擊者。 |
| 金廷勳 | 鄭日秀 | 金計植的同夥。 |
| 金益泰 | 琴永洙 | 「琴永洙律師事務所」律師。 |
| 張南富 | 成福俊 | 現職為理髮師。二十多年前被控殺害毒販鄭江載，起初否認但幾天後突然認罪。                                                               |
| 朴瑞妍 | 白榮珠 | 長期被父親家暴的少女，數年前曾向柳秀悅提供父親的帳簿告發父親貪污，但父親只被罰離職了事。                                             |
| 金勇漢 | 沈秀勳 | 沈政勳的哥哥，經常對沈政勳施暴。 |
| 朴民尚 | 沈政勳 | 沈秀勳的弟弟。長期被哥哥暴力對待，與在保護所認識的奇素妍承諾互相為對方殺人以離開「地獄」。                                           |
| 李瑞   | 奇素妍 | 朴成冠的前女友，長期被前男友暴力對待，多次搬家避開前男友。與在保護所認識的沈政勳承諾互相為對方殺人以離開「地獄」。                   |
| 梁大赫 | 朴成冠 | 奇素妍的前男友，經常對奇素妍施暴。                                                                                                   |

## 原聲帶
- Part.1（發行日期：2021年12月25日）

| 曲序 | 曲目                        | 演唱      | 时长 |
| ---- | --------------------------- | --------- | ---- |
| 1.   | 推土機（불도저／Bulldozer） | Don Mills | 2:54 |
| 2.   | 推土機（Inst.）             |           | 2:54 |

- Part.2（發行日期：2021年12月31日）

| 曲序 | 曲目           | 演唱            | 时长 |
| ---- | -------------- | --------------- | ---- |
| 1.   | BUMP!          | 지투(G2) · 장학 | 3:37 |
| 2.   | BUMP!（Inst.） |                 | 3:37 |

- Part.3（發行日期：2022年1月8日）

| 曲序 | 曲目                   | 演唱                    | 时长 |
| ---- | ---------------------- | ----------------------- | ---- |
| 1.   | Out of My Way          | Vincent (of Crack Shot) | 2:40 |
| 2.   | Out of My Way（Inst.） |                         | 2:40 |

- Part.4（發行日期：2022年1月15日）

| 曲序 | 曲目             | 演唱               | 时长 |
| ---- | ---------------- | ------------------ | ---- |
| 1.   | Present          | 송예린(SONG YERIN) | 3:35 |
| 2.   | Present（Inst.） |                    | 3:35 |

## 收視率
| 集數       | 播出日期   | AGB收視率        | AGB收視率      |
| 集數       | 播出日期   | 大韓民國（全國） | 首爾（首都圈） |
| ---------- | ---------- | ---------------- | -------------- |
| 1          | 2021/12/17 | 4.473%           | 4.769%         |
| 2          | 2021/12/18 | 3.686%           | 4.202%         |
| 3          | 2021/12/24 | 3.747%           | 4.325%         |
| 4          | 2021/12/25 | 3.134%           | 3.579%         |
| 5          | 2021/12/31 | 3.398%           | 3.683%         |
| 6          | 2022/01/01 | 2.617%           | 3.032%         |
| 7          | 2022/01/07 | 3.477%           | 3.619%         |
| 8          | 2022/01/08 | 3.098%           | 3.521%         |
| 9          | 2022/01/14 | 3.389%           |                |
| 10         | 2022/01/21 | 2.811%           | 3.106%         |
| 11         | 2022/01/22 | 2.390%           | 2.825%         |
| 12         | 2022/01/28 | 2.841%           | 2.830%         |
| 平均收視率 | 平均收視率 | 3.255%           | －             |

- 收視最低的集數以藍色表示，收視最高的集數以紅色表示，而空格則表示該集的收視沒有相關數據。

## 外部連結
- 韓國tvN官方網站
- Daum上《邪惡與瘋狂》的資料
- 在Netflix上觀看《邪惡與瘋狂》

| tvN 金土劇                                  | tvN 金土劇                            | tvN 金土劇 |
| ------------------------------------------- | ------------------------------------- | ---------- |
|                                             | （2021年12月17日－2022年1月28日）     |            |
| Happiness （2021年11月5日－2021年12月11日） | 流星 （2022年4月22日－2022年6月11日） |            |